# Arturo Pacini
Arturo Pacini (Lucca, 22 novembre 1925 – Lucca, 8 dicembre 2011) è stato un politico italiano.

## Biografia
Sindacalista della CISL negli anni '60 e sostenitore della corrente interna della Democrazia Cristiana “Forze Nuove”, fondata da Carlo Donat-Cattin.
Venne eletto Senatore della Repubblica nelle liste della DC per la prima volta nel 1972 (VI legislatura). Fu confermato a Palazzo Madama con la DC anche nella VII, VIII e IX legislatura. Fra il 1979 e il 1980 è sottosegretario al lavoro e previdenza sociale nel Governo Cossiga I. Termina la propria esperienza parlamentare nel 1987.
Nel 1990 venne eletto Sindaco di Lucca e durò in carica fino al 1993, anno in cui poi fu sciolto il Consiglio Comunale per discordia interna alla DC lucchese, conseguente anche alla convulsa situazione nazionale del partito determinata dai fatti di “Mani pulite”.
Muore a 86 anni, nel dicembre 2011.